# Spilosoma unimaculata
Spilosoma unimaculata är en fjärilsart som beskrevs av Max Bartel 1903. Spilosoma unimaculata ingår i släktet Spilosoma och familjen björnspinnare. Inga underarter finns listade i Catalogue of Life.